# Lugares cristianizados
Lugares cristianizados ocorreram em função da Interpretatio Christiana durante a cristianização dos povos pagãos.

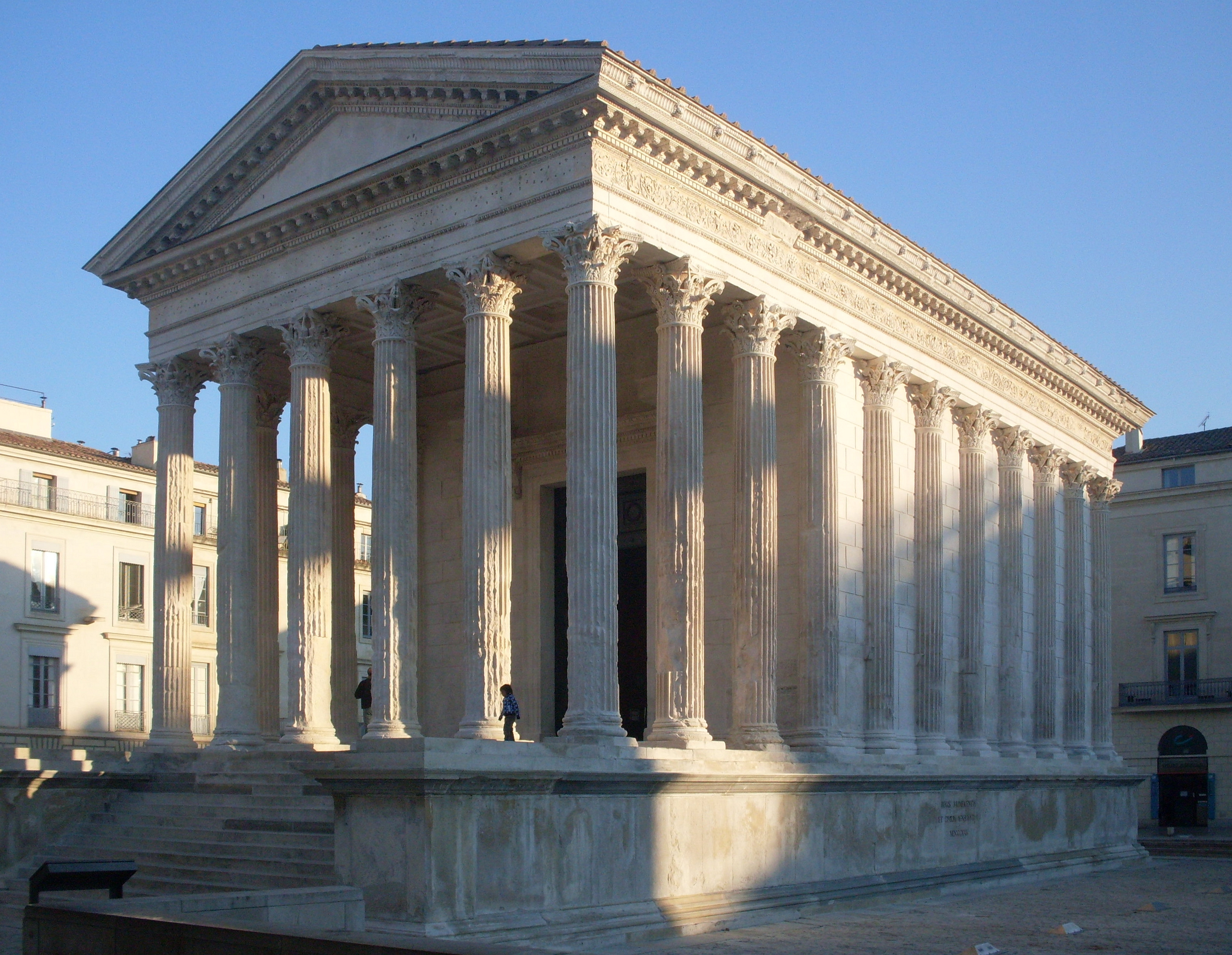
Partenon virando um templo cristão.

## Cristianismo primitivo
Nos primeiros séculos do cristianismo, as igrejas eram igrejas domésticas em quaisquer casas que fossem oferecidas para uso por seus proprietários ou santuários nos cemitérios de mártires ou santos, que, seguindo a prática clássica usual, estavam invariavelmente nas (então) bordas da cidades - a necrópole estava sempre fora da polis. Em Roma, as primeiras igrejas da basílica de São Pedro, São Paulo Fora dos Muros e San Lorenzo fuori le Mura, todas seguem esse padrão. Essa distinção foi gradualmente quebrada, talvez mais cedo na África romana, quando as relíquias dos santos passaram a ser mantidas nas igrejas do centro da cidade. No século VI, os bispos eram freqüentemente enterrados em sua catedral, e outros cristãos o seguiam.
Dada a infinidade de locais de culto para vários cultos, muitos caíram em desuso bem antes da ascensão do cristianismo. O estabelecimento de um campo militar romano do século III no complexo de templos de Luxor demonstra um processo contínuo de reutilização adaptativa. Templos obsoletos muitas vezes tiveram seus elementos de pedra reaproveitados para uso em novas construções. Muitos relatos antigos sobre a maneira de converter locais de culto não-cristãos em igrejas não são confirmados pela arqueologia subsequente no local.
Após a Paz da Igreja, os antigos templos pagãos continuaram funcionando, mas gradualmente caíram em desuso e foram finalmente todos fechados pelos decretos de Teodósio I no final do século IV. Inicialmente, eles eram evitados pelos cristãos, talvez por causa de suas associações pagãs, mas também porque sua forma não atendia aos requisitos cristãos: "Para a Igreja primitiva, apenas um tipo de edifício parecia adequado ao cristianismo: a basílica", que sempre fora anteriormente um tipo secular de construção.

## Roma católica
O Panteão de Roma já foi um templo dedicado aos deuses romanos e foi convertido em uma igreja católica romana dedicada a Santa Maria e os mártires. Eventualmente, os locais principais dos templos pagãos eram frequentemente ocupados por igrejas, a igreja de Santa Maria sopra Minerva (literalmente Santa Maria acima de Minerva) em Roma, cristianizou cerca de 750, sendo simplesmente o exemplo mais óbvio. A Basílica de Junius Bassus foi feita uma igreja no final do século V. No entanto, esse processo realmente não começou na própria Roma até os séculos VI e VII, e ainda estava em andamento durante o Renascimento, quando o Panteão foi constituído uma igreja e Santa Maria dos Anjos Angeli e dei Martiri e San Bernardo alle Terme feitos de partes de os enormes banhos de Diocleciano.

## Grécia
Na Grécia, a ocupação de locais pagãos pelos mosteiros e igrejas cristãs era onipresente. Afrodisias helênicas em Caria foram renomeadas Stauropolis, a "Cidade da Cruz".
Allison Franz argumenta que foi somente depois que os templos deixaram de ser considerados como sérios locais de culto que eles mais tarde foram convertidos em igrejas. "Portanto, foi mais por necessidade do que por uma fé vitoriosa que os templos da antiga dispensação se tornaram a província da nova."
Exceções a isso são a conversão do Askepieion em Atenas, por volta de 529, e o templo de Hefisteion e de Atena no Parthenon, durante o século VII, refletindo possíveis conflitos entre cristãos e não cristãos. Nos tempos bizantinos, o Parthenon se tornou a Igreja da Parthenos Maria (Virgem Maria), ou a Igreja dos Theotokos (Mãe de Deus). Foi a quarta peregrinação mais importante no Império Romano do Oriente, depois de Constantinopla, Éfessos e Tessalônica.

## Idade Média
Cassiodoro, secretário do tribunal de Ostrogoth Theodoric the Great, descreveu em uma carta escrita em 527 dC, uma feira realizada em um antigo santuário pagão de Leucothea, na região ainda culturalmente grega do sul da Itália, que havia sido cristianizada convertendo-a em um batistério. 
O Sulpicius Severus, em sua Vita de Martin of Tours, escreveu: "onde quer que ele destruísse templos pagãos, lá ele imediatamente usava para construir igrejas ou mosteiros", Em Francia, o local escolhido para a abadia de Luxueil foram as ruínas de um assentamento galo-romano bem fortificado, Luxovium, que havia sido devastado por Átila em 451, e agora estava enterrado na densa floresta coberta de vegetação que enchia o local abandonado mais de um século; o local ainda tinha a vantagem dos banhos termais ("construídos com habilidade incomum", segundo o biógrafo de Columbanus, Jonas de Bobbio) no vale, que ainda dão à cidade o nome de Luxeuil-les-Bains. Jonas descreveu ainda mais: "Lá imagens de pedra apinhavam os bosques próximos, que eram homenageados no culto miserável e rituais antigos profanos na época dos pagãos". With a grant from an officer of the palace at Childebert's court, an abbey church was built within the heathen site and its "spectral haunts". Com uma subvenção de um oficial do palácio na corte de Quildeberto, uma igreja da abadia foi construída dentro do local pagão e de seus "lugares espectrais".
Entre as pessoas do campo (pagani), como Jean Seznec observou que a demissão euhemerista por escritores cristãos de divindades pagãs como uma vez humana era motivo insuficiente para abandonar os velhos modos: "nos distritos rurais, o principal obstáculo ao cristianismo foi oferecido pela tenaz sobrevivência da cultos antropomórficos; aqui o problema tornou-se ainda mais humanizador das divindades de fontes, árvores e montanhas, a fim de roubar seu prestígio". Samuel J. Barish encontrou outros exemplos da transição de fontes milagrosas para os batistério de Gregório de Tours (morto em 594) e Maximus, bispo de Turim (morto em 466).

### Grã Bretanha
Vários locais pagãos romanos na Grã-Bretanha podem ter sido convertidos para uso cristão no século IV, como o Templo de Cláudio em Roman Colchester e dois dos sete templos romano-celtas da cidade, todos os quais passaram por uma reestruturação nos anos 300 dC e em torno dos quais foram encontrados símbolos cristãos primitivos, como o Chi Rho.

### Ibéria
Em algum momento no final do século V, um "mithraeum" abandonado próximo ao atual Motaro, foi reconstruído como uma igreja. Muitas mesquitas também foram convertidas em paróquias.
Durante a Reconquista e as Cruzadas, a cruz serviu a função simbólica de posse física que uma bandeira ocuparia hoje. No cerco de Lisboa em 1147, quando um grupo misto de cristãos tomou a cidade, "Que alegria e que abundância havia de lágrimas piedosas quando, para louvor e honra de Deus e da Santíssima Virgem Maria, a salvação a cruz foi colocada no topo da torre mais alta para ser vista por todos como um símbolo da sujeição da cidade".

## Novo mundo
Os espanhóis no Novo Mundo converteram muitos templos dos nativos americanos em igrejas, seguindo seu procedimento na Espanha contra mesquitas muçulmanas.

## Balcãs
Templos islâmicos foram recristianizados depois das guerras de independência do Império Otomano do início do Século XX e final do XIX.